# Rally di Roma Capitale 2017
Rally di Roma Capitale 2017 – 5 edycja Rajdu di Roma Capitale rozgrywanego we Włoszech. Rozgrywany był od 15 do 17 września 2017 roku. Była to siódma runda Rajdowych Mistrzostw Europy w roku 2018. Składał się z 12 odcinków specjalnych.

## Wyniki rajdu[1]
| Miejsce | Kierowca             | Pilot              | Samochód       | Czas      | Strata  |
| ------- | -------------------- | ------------------ | -------------- | --------- | ------- |
| 1       | Bryan Bouffier       | Xavier Panseri     | Ford Fiesta R5 | 2:02:16.0 | –       |
| 2       | Kajetan Kajetanowicz | Jarosław Baran     | Ford Fiesta R5 | 2:02:16.3 | +0.3    |
| 3       | Bruno Magalhães      | Hugo Magalhães     | Škoda Fabia R5 | 2:03:13.9 | +57.9   |
| 4       | Grzegorz Grzyb       | Bogusław Browiński | Škoda Fabia R5 | 2:03:34.3 | +1:18.3 |
| 5       | Simone Tempestini    | Sergiu Itu         | Citroën DS3 R5 | 2:04:11.4 | +1:55.4 |
| 6       | Jan Černý            | Petr Černohorský   | Škoda Fabia R5 | 2:04:26.4 | +2:10.4 |
| 7       | Łukasz Habaj         | Piotr Woś          | Ford Fiesta R5 | 2:04:41.5 | +2:25.5 |
| 8       | Nikołaj Griazin      | Jarosław Fiedorow  | Škoda Fabia R5 | 2:05:11.6 | +2:55.6 |
| 9       | Stéphane Consani     | Valentin Salmon    | Ford Fiesta R5 | 2:05:33.2 | +3:17.2 |
| 10      | Tonino Di Cosimo     | Paolo Francescucci | Škoda Fabia R5 | 2:06:37.9 | +4:21.9 |